# Comerica
Comerica Incorporated (NYSE : CMA) est une société de services financiers américaine dont le siège social est situé à Dallas. Comerica propose ses services aux particuliers, aux petites entreprises et au grandes compagnies. On trouve des banques Comerica au Michigan, en Californie, au Texas et en Floride.
Le stade de baseball des Detroit Tigers porte le nom de Comerica Park. Un privilège sur 30 ans pour lequel Comerica a déboursé 66 millions de dollars.

## Histoire
Comerica est issue de la fusion de plusieurs banques basée dans la ville de Détroit, dont la plus notable remonte à 1849. Elle adopte son nom actuel en 1982. Par la suite, elle se développe dans les états de Californie, du Texas et de Floride.
En 1991, elle fusionne avec Manufacturers National, une autre banque basée à Détroit, pour 1,1 milliard de dollars. À la suite de cette acquisition, 60 fermetures d'agences sont annoncées sur 413 du nouveau groupe, avec 1 800 suppressions de postes sur les 13 500 employés de cet ensemble,.
En 1996, Comerica, vend ses activités dans l'état du Michigan.
En 2005, Comerica compte plus de 11 000 employés. Enfin en 2007, Comerica décide de déplacer son siège de Détroit à Dallas, pour se rapprocher des marchés où elle est présente.
En janvier 2011, Comerica acquiert Sterling Bank, une banque basée à Houston, pour 1,03 milliard de dollars.